# Rotella (Marken)

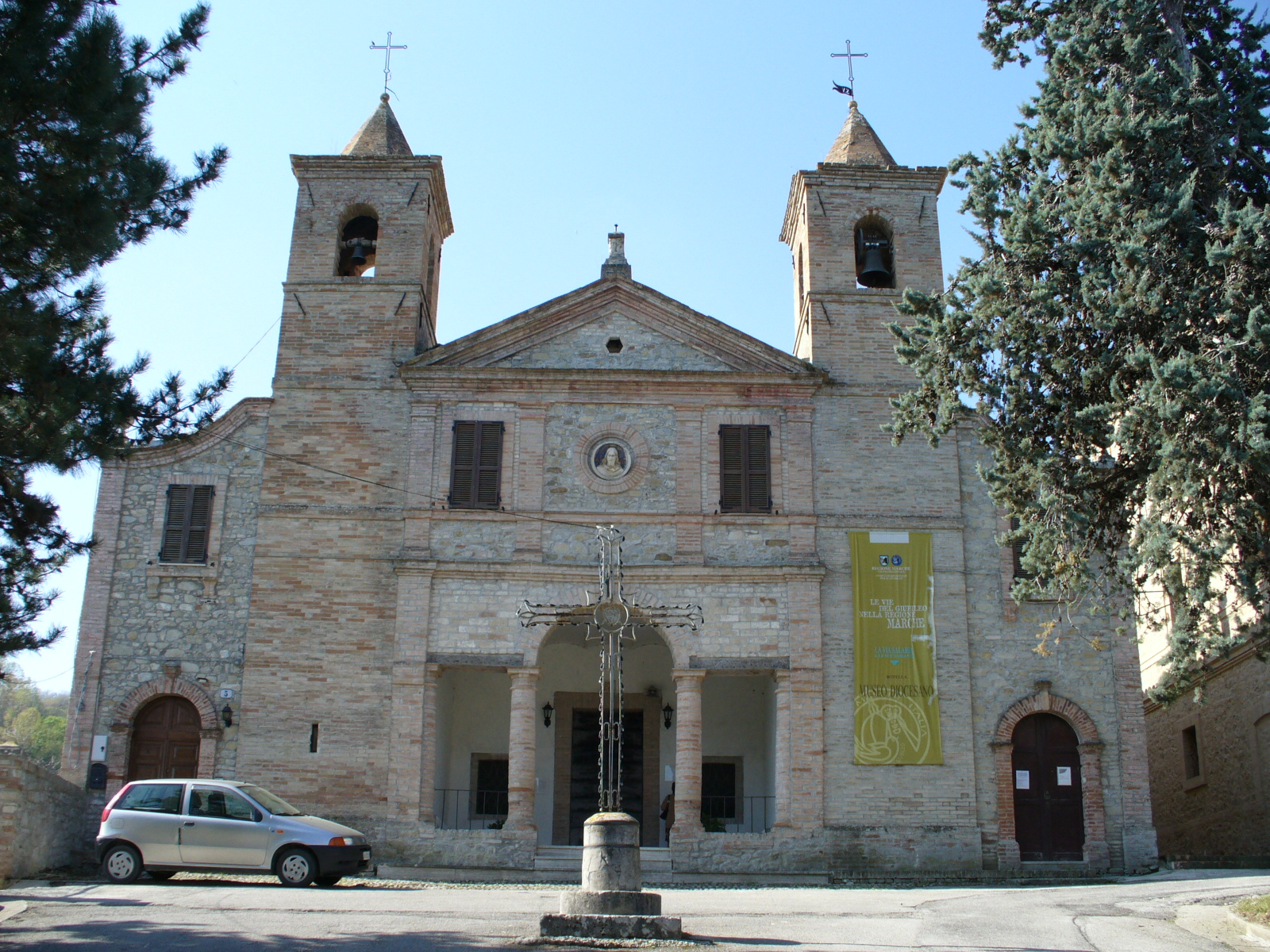
Kirche St. Viviana in Rotella

Rotella ist eine italienische Gemeinde (comune) mit 789 Einwohnern (Stand 31. Dezember 2023) in der Provinz Ascoli Piceno in den Marken. Die Gemeinde liegt etwa 11,5 Kilometer nordnordwestlich von Ascoli Piceno, gehört zur Comunità montana dei Sibillini und grenzt unmittelbar an die Provinz Fermo. Durch die Gemeinde fließt der Tesino, der hier auch entspringt. Der nördlichste Zipfel des Gemeindegebiets reicht bis an den Aso heran.

## Geschichte
Erstmals urkundlich erwähnt wurde der Ort im Jahr 967.

## Persönlichkeiten
- Bernardo Maria Tirabassi (1801–1865), römisch-katholischer Geistlicher und Bischof
- Pietro Angelozzi (1925–2015), Künstler (Art brut)